# Час транзакції
У темпоральних базах даних, час транзакції (ЧТ; англ. transaction time, TT) — час, протягом якого факт, що зберігається у базі даних, вважається істинним. Станом на грудень 2011 року, ISO/IEC 9075 «Database Language SQL:2011 Part 2: SQL/Foundation» містить пункти у визначеннях таблиць для визначення «системно-версійованих таблиць» (тобто, таблиць часу транзакції).
У таблиці бази даних проміжок транзакції часто представляється проміжком, дозволяючи системі «вилучати» записи шляхом використання двох колонок StartTT і EndTT. Проміжок часу закритий у своїй нижній межі та відкритий у верхній.
Коли час закінчення транзакції невідомий, він може вважатися «до зміни» (англ. until changed). Академічні дослідники та деякі РСКБД представляють «до зміни» найбільшою підтримуваною позначкою часу чи ключовим словом «назавжди» (англ. forever). Ця конвенція не є технічно точною.
Термін було закарбовано Річардом Снодграссом і його докторантом Ілсу Аном.